# Peter Liu Cheng-chung
Peter Liu Cheng-chung (Chiayi, Taiwan, 12 de abril de 1951) é um prelado católico romano da Diocese Católica Romana de Kaohsiung, Taiwan.
Peter Liu é presidente da Fu Jen Catholic University desde 2009.
Em 13 de abril de 1980, Liu foi ordenado sacerdote católico.
Liu foi nomeado bispo da Diocese Católica Romana de Chiayi em 1 de julho de 1994 e consagrado em 28 de setembro de 1994 Jozef Tomko. Em 5 de julho de 2004 foi nomeado Bispo Coadjutor da Diocese Católica Romana de Kaohsiung e sucedeu como bispo da mesma diocese em 5 de janeiro de 2006. Foi nomeado Bispo da Diocese Católica Romana de Kaohsiung em 21 de novembro de 2009 como Arcebispo ad personam.